# 10 Songs - 10 Cities (album)
10 Songs - 10 Cities er navnet på det live album, det danske rockband, Electric Guitars, udgav 6. december 2019. Albummet, der er udgivet af Mighty Music og Target Records, er optaget i løbet af bandets live tour i 2018 i 10 forskellige byer i Danmark.

## Spor
1. "Rock'n'Roll Radio" - (05:10)
2. "False Flag" - (05:08)
3. "Lucy Glow" - (04:15)
4. "White Flag" - (04:34)
5. "Swagman" - (05:52)
6. "Back to You" - (06:38)
7. "Running out of Time" - (04:57)
8. "Day Off" - (06:04)
9. "The Man From Outer Space" - (03:39)
10. "The Thinner the Eyebrow the Crazier the Woman" - (04:01)